# 武藏塚站

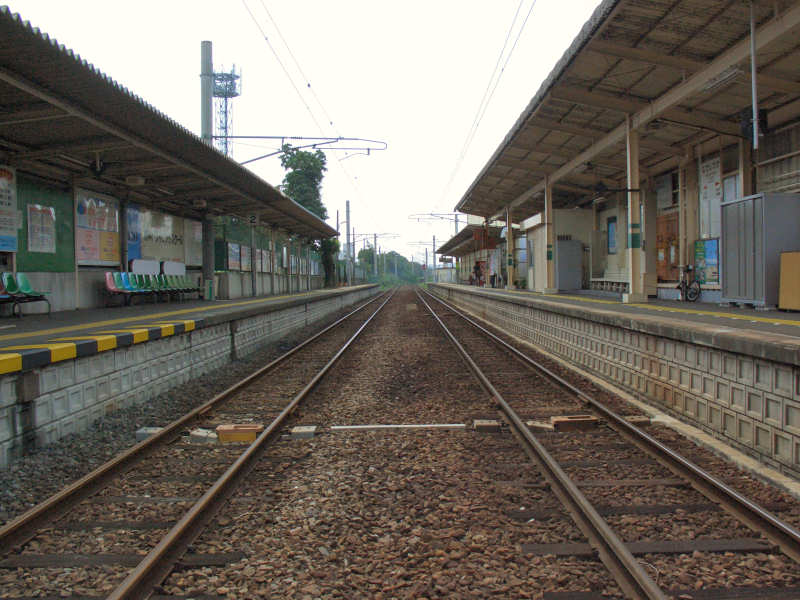
站內（2006年9月7日）
右邊是1號月台

武藏塚站（日语：／ Musashizuka eki */?）是位於熊本縣熊本市北區龍田町弓削，九州旅客鐵道（JR九州）的豐肥本線車站。
與鄰站光之森站同樣，所有定期列車包括特急之內均停靠此站。

## 歷史
- 1981年（昭和56年）10月1日：日本國有鐵道豐肥本線車站啟用[1]。當時只有1面1線的月台。
- 1987年（昭和62年）4月1日 - 伴隨國鐵分割民營化，車站由九州旅客鐵道（JR九州）營運[3][4][5]。
- 2004年（平成16年）3月13日：包括特急「有明」在內的10班列車於此站到發。
- 2012年（平成24年）12月1日 - 此站開始可以使用IC卡SUGOCA[6]。

### 站名的由來
車站鄰近宮本武藏的墳墓，因此名為武藏塚。

## 車站構造
車站是一座地面車站，設有2面2線的相對式月台。兩月台之間設有站內平交道連接。
此站是業務委託車站，委托了JR九州支援服務負責車站業務。此站設有綠色窗口。在2012年12月1日起可使用SUGOCA。此站設有自動售票機和IC讀卡機。
櫃臺營業時間・・・6:40～19:00（平日）、7:00～19:00（星期六和假日）

### 月台
| 月台 | 路線      | 上下行 | 方向               | 備註                                    |
| ---- | --------- | ------ | ------------------ | --------------------------------------- |
| 1    | ■豐肥本線 | 上行   | 水前寺、熊本方向   |                                         |
| 1、2 | ■豐肥本線 | 下行   | 肥後大津、阿蘇方向 | 2號月台中，龍田口方向的列車會作為待避線 |

- 原則上，上行所有列車當不需要列車交會時，均使用1號月台。因此，1號月台上下行兩方向均設有信號燈。

## 使用狀況
在2015年度前的數據來自「熊本市統計書」，在2016年度起的數據來自JR九州官方網站。在2019年度，1日平均乘車人次為2,254人。
在2006年光之森站啟用後，使用人次有所分散，但是最近使用人次開始再次增加。
| 年度   | 1日平均 乘車人員 | 變化率 |
| ------ | ---------------- | ------ |
| 2001年 | 2,083            |        |
| 2002年 | 2,076            | -0.3%  |
| 2003年 | 2,065            | -0.5%  |
| 2004年 | 2,056            | -0.4%  |
| 2005年 | 2,017            | -1.9%  |
| 2006年 | 1,742            | -13.6% |
| 2007年 | 1,679            | -3.6%  |
| 2008年 | 1,647            | -1.9%  |
| 2009年 | 1,557            | -5.5%  |
| 2010年 | 1,608            | 3.3%   |
| 2011年 | 1,716            | 6.7%   |
| 2012年 | 1,770            | 3.1%   |
| 2013年 | 1,850            | 4.5%   |
| 2014年 | 1,855            | 0.2%   |
| 2015年 | 1,971            | 6.3%   |
| 2016年 | 2,080            | 6.3%   |
| 2017年 | 2,165            | 4.1%   |
| 2018年 | 2,235            | 3.2%   |
| 2019年 | 2,254            | 0.9%   |

## 車站周邊
車站附近設有大型住宅團地。
- 武藏丘（日语：武蔵ヶ丘）團地、楠團地（日语：楠団地）、沖畑團地、合志市的泉丘團地
- 九州自動車道武蔵丘巴士站（日语：武蔵ヶ丘バスストップ）
- 熊本市立武藏小學（日语：熊本市立武蔵小学校）
- 熊本市立楠小學（日语：熊本市立楠小学校）
- 武藏丘幼稚園
- 熊本市北區公所龍田出張所
- 熊本武藏丘團地郵局
- 龍田出村簡易郵局

## 巴士路線
武藏塚站前
- 產交巴士（日语：九州産交バス）（E3-2、E3-3、K5-2系統）※K5-2系統班次較少

武藏丘團地入口（於車站後方。步行約3分鐘）
- 產交巴士（E3-1、E3-4、E3-5系統）

武藏小學前（車站北方約10分步程）
- 電鐵巴士（C6-5、C7、C9、E1、E2-2、E2-3系統）

武蔵丘高速巴士站（西北方約10分鐘步程）
- 博多、天神、福岡機場（日语：ひのくに号）、長崎（日语：りんどう号）、佐世保、豪斯登堡（日语：さいかい号）、神戶、大阪、京都（日语：サンライズ号_(高速バス)）方向

## 相鄰車站
九州旅客鐵道（JR九州）
■豐肥本線
- 特急「九州橫斷特急」停車站

龍田口－武藏塚－光之森　

## 注腳

## 外部連結
- 武藏塚（車站資訊） - 九州旅客鐵道（日語）